# 전단 (동오)
전단(全端, ? ~ ?)은 중국 삼국시대 오나라의 장수로, 오군 전당현 사람이다.

## 행적
전종(全琮)의 아우의 아들이며, 전편(全遍)과 전집(全輯)의 형이다.
241년, 수춘 전투에서 전종이 왕릉과의 전투에서 패배해 위나라의 군대가 승세를 타서 오영장과 진황의 군대를 격파했다가 장휴(張休)와 고승(顧承)이 함께 분전해 위군을 멈추게 했는데, 이를 보고 전서와 함께 공격해 왕릉의 군대가 물러나게 하는 공을 세워 비장군이 된다. 그러나 당시 논공행상을 할 때 적을 멈추게 한 것보다 적을 퇴각시킨 것이 큰 공이라 여겨 장휴와 고승은 잡호장군이 되었는데, 권력 다툼으로 사이가 나빴던 손패파인 전종 일족과 손화파인 장소 일족의 사이는 이 일로 더욱 멀어지게 되어 이궁의 변 때 장소(張昭) 일족과 고옹(顧邕) 일족이 유배를 가게 되는 원인이 된다.
252년, 제갈각(諸葛恪)의 명에 따라 제방을 낀 두개의 성 중 서쪽 성을 지켰으며, 257년 5월에 제갈탄(諸葛誕)이 수춘에서 반란을 일으키면서 오강(吳强), 제갈정(諸葛靚) 등이 구원을 요청하자 전역, 문흠(文歆), 당자(唐咨), 왕조(王操) 등과 함께 3만 명과 일족들인 전정, 전편, 전집 등을 이끌고 구원군으로 출병했다.
그러나 이 때 건업에서 전씨 가문 내에서 싸움이 일어나 서로 소송을 하게 되자 조카 전의(全禕)와 전의(全儀)가 어머니를 모시고 사마소에게 투항했는데, 종회는 이를 이용해 전의 형제가 보낸 것처럼 서신을 꾸며 손침이 수춘에서 이기지 못한 것에 크게 화가 나서 전씨 일가를 모조리 죽이려 하자 성 안의 전씨 일가도 항복해 화를 면하라는 내용의 편지를 보낸다. 결국 그 편지에 속아 12월에 전역, 조카 전정 형제들과 함께 병사 수천 명을 이끌고 동문으로 나와 사마소에게 항복한다.

## 삼국지연의에서의 전단
삼국지연의에서는 전의의 아버지로 나와 전단이 항복하자 손호는 그의 가족을 멸족한다.

## 친척 관계
- 전유 (할아버지)
  - 전종 (아버지)
    - 전서
    - 전기 (아우)
    - 전역 (아우)
    - 전오 (아우)
    - ?
      - 전정 (전역의 형의 아들)
      - 전휘 (전역의 형의 아들)
      - 전의 (전역의 형의 아들)

  - ?
    - 전단 (종형제)
    - 전편 (종형제)
    - 전집 (종형제)